# Traryds kyrka
Traryds kyrka en kyrkobyggnad som tillhör Traryds församling i Växjö stift. Kyrkan ligger i samhället Traryd i Markaryds kommun.

## Kyrkobyggnaden
Nuvarande kyrka föregicks av en medeltida kyrka som låg något åt söder. Den var byggd på 1300-talet av tuktad gråsten.
Nuvarande kyrka uppfördes 1859 - 1860 av byggmästaren Gustav Ljung efter ritningar av arkitekt Johan Adolf Hawerman. 28 juli 1862 invigdes kyrkan av biskop Henrik Gustaf Hultman.
Kyrkan består av ett rektangulärt långhus med ett femsidigt kor i sydost och torn i nordväst. Tornet har en åttakantig lanternin. Från början låg sakristian i sydost där nuvarande kor finns och var avskiljt från kyrkorummet med en skärmvägg av trä. 1933 byggdes nuvarande sakristia framför den nordvästra ingången.
Kyrkorummet är treskeppigt. Mittskeppets tak har tunnvalv medan de smala sidoskeppen har platta tak. Vid hundraårsjubileet 1962 genomfördes en restaurering under ledning av arkitekt Hans Westman, Lund. Bänkpartierna med mera målades då i varma färger (blått och rött) och kyrkan fick ett altarskåp.

## Inventarier
- Ett triumfkrucifix är från 1300-talet.
- En dopfunt i sandsten är från medeltiden.
- En dopfunt i snidat trä tillverkades 1694 av bildhuggaren Johan Mentzefver.
- Predikstolen är samtida med nuvarande kyrka.
- I tornet hänger två kyrkklockor. Ena klockan är sannolikt från början av 1400-talet. Andra klockan är omgjuten i Jönköping 1761.

### Orgel
- 1863 bygger Johan Blomquist en orgel med 13 stämmor.
- 1916 bygger Eskil Lundén, Göteborg en orgel med 18 stämmor.
- Nuvarande orgel med 30 stämmor tre manualer och pedal byggdes 1962 av Mårtenssons orgelfabrik i Lund. Gamla orgelns fasad från 1700-talet eller 1800-talet har behållits. Orgeln har mekanisk traktur och elektrisk registratur. Fria kombinationer finns.

| Huvudverk I         | Öververk II   | Svällverk III     | Pedal             | Koppel |
| Principal 8´        | Rörflöjt 8'   | Hålflöjt 8´       | Subbas 16'        | I/P    |
| Gedackt 8´          | Principal 4´  | Fugara 4´         | Principal 8'      | II/P   |
| Oktava 4´           | Täckflöjt 4´  | Rörkvintadena 4´  | Gedackt 8'        | III/P  |
| Rörflöjt 4´         | Gemshorn 2'   | Principal 2´      | Koralbas 4'       | II/I   |
| Oktava 2'           | Sivflöjt 1'   | Kvinta 1 1/3'´    | Rauschpipa 3 chor | III/I  |
| Sesquialtera 2 chor | Scharf 3 chor | Cymbel 3 chor     | Fagott 16'        |        |
| Mixtur 5 chor       | Krumhorn 8'   | Dulcian 16'       | Skalmeja 4'       |        |
| Trumpet 8'          |               | Vox humana 8'     |                   |        |
|                     |               | Crescendosvällare |                   |        |

### Webbkällor
- anläggningspresentation
- Markaryds kommun